# フルートオーケストラ
フルートオーケストラはフルート奏者が多数集まった演奏団体である。
通常24人や32人などの編成がある。フルートのほか、ピッコロ、アルトフルート、バスフルート、コントラバスフルートなど、多彩な同属楽器を含む。
世界的にもそれほど多くない珍しい編成であるが、優秀な団体がいくつかある。
またアマチュアあるいは音楽大学学生や卒業生などのフルート奏者が集まってフルートオーケストラを結成することも多く、国内各地では公募によるフルートオーケストラである日本フルートフェスティバルが開催されている。これらはフルートオーケストラのために書かれた現代音楽を演奏するよりは、むしろ既成のクラシックやポップスの作品をこの編成のために編曲して演奏することが多い。

## 日本のフルートオーケストラ
- 東京フルート・アンサンブル・アカデミー(東京都)
- 湖笛の会［うみぶえのかい］（滋賀県）
- ムジカ・クオーレ・フルート・アンサンブル（東京都）
- ハーモニー・ウィングズ（福岡県）
- FOJ(フォージェ)(東京都)
- 洗足学園音楽大学 フルートオーケストラ（神奈川）
- 鈴鹿フルートアンサンブル(三重県)

## その他の国のフルートオーケストラ
- フランス・フルートオーケストラ（オルケストル・フランセ・ド・フリュート） 音楽監督ピエール＝イヴ・アルトー
- オランダ・フルートオーケストラ（ネーデルラント・フラウトオルケスト） 音楽監督ジョルジュ・カリェヴスチ

## フルートオーケストラのための作品
- 平義久：フラウティッシモ 32人のフルートオーケストラのための
- ドイナ・ロタル：フロリレギウム
- ホラチウ・ラドゥレスク：ビザンチンの祈祷師 40人のフルーティストと72本のフルートのための　など
- 廣瀬量平：ブルートレイン ほか多数
- アラン・ルヴィエ：地面の歌
- サルヴァトーレ・シャリーノ：海の音による練習曲 - 声、フルート独奏4本、サクソフォン独奏4本、打楽器、とフルート100本・サクソフォン100本のオーケストラのための
- 林光：祝奏　日本フルート・フェスティバルのために　など

など
総じてフルートの特殊奏法を多数の奏者で駆使した曲が多い。